# Arthur Foljambe
Pour les articles homonymes, voir Foljambe.
Arthur Foljambe (né le 27 mai 1870 à Eastbourne en Angleterre et mort le 15 mai 1941 à Lincoln) est un administrateur colonial  et homme d'État britannique, gouverneur de la Nouvelle-Zélande du 19 décembre 1912 au 28 juin 1917, puis gouverneur général de Nouvelle-Zélande jusqu'au 8 juillet 1920.